# アクロウム・エチュード Canvas4
『アクロウム・エチュード Canvas4』（アクロウムエチュード キャンバスフォー）は、2011年1月28日にF&C FC01より発売された18禁恋愛アドベンチャーゲームである。略称はC4。今作から16:9のスクリーン比率になっている。秋田書店の漫画雑誌『チャンピオンRED いちご』にて宇佐美渉による漫画版も連載されていた。
2011年11月23日にはPlayStation Portable版『エターナル・エチュード Canvas4』がGN Softwareより発売された。
『Canvas3 〜白銀のポートレート〜』は撫子学園ではなく姉妹校の繚乱学園が舞台だったが、本作は『Canvas 〜セピア色のモチーフ〜』・『Canvas2 〜茜色のパレット〜』同様、撫子学園が舞台となっている。また、過去作のヒロインも一部登場する。

## 物語
本作は、オーソドックスな恋愛アドベンチャーと同様に、共通ルートと個別ルートに分かれている。このうち共通パートでは、主人公・小松原亮の苦悩を主題としており、選択肢によっては特定のヒロインとのエピソードが展開される。共通パートのあるタイミングで亮が一人のヒロインを選ぶことで個別ルートに移行し、ここでは悩みを乗り越えた亮が、ヒロインたちの悩みを乗り越える手助けをする内容となっている。

### あらすじ
季節は秋。美術特待生として撫子学園に入学した小松原亮は、各姉妹校と合同で行われる「撫子芸術祭」に撫子学園の代表として出場することになった。だが、彼には「人物を描けない」という悩みがあった。

## 登場人物

### 主人公
小松原 亮（こまつばら りょう）
主人公。撫子学園1年生。桜花展において最年少で佳作を受賞したことから、美術特待生として撫子学園に入学した。1年生にして名門・撫子学園美術部の看板的存在。医師である父親は北海道で働いており、母・ゆう子はその病院で治療中のため、撫子学園に入学して以来青桐家に居候している。長年一人暮らしのような状態だったために料理の腕も確かで、ことのからリクエストを受けることもある。顔だちは整っており、絵の実績と相まって学園内では有名人であり女生徒からの人気が極めて高い。ある出来事から人物画を描けなくなり（技術的には問題はなく、本人が納得いかない出来ということ）、大きな壁にあたっている。幼い頃、『Canvas 〜セピア色のモチーフ〜』の主人公・麻生大輔と出会っており、短い時間ではあるが絵の指導を受けたことが絵を始めるきっかけとなった。

### ヒロイン
青桐 ことの（あおぎり ことの）
声 - 小倉結衣
身長：157cm。体重：46㎏。3サイズ：82/57/81。
撫子学園1年生。亮の幼馴染であり、誕生日が一日早いということで姉を自称しているものの、寝起きがかなり悪く毎朝亮に起こしてもらっている。温厚でのんびりしている一方、周囲をしっかりみている。亮に好意を寄せているが、長い間姉弟同然の関係だったために異性として見られていないことを不満に思っている。亮の世話をするためと称して美術部に所属している。技術面ではまだまだ未熟だが、色使いなどのセンスは亮も驚くほど秀でたものを持っている。食べることは大好きだが亮や母の晴乃が料理上手なせいもあるのか料理は苦手。慌てると転んでしまうドジなところがあり、その際に手に持っている物をぶちまけてしまうこともしばしば。
仁瀬 さつき（ひとせ さつき）
声 - 有栖川みや美
身長：148cm。体重：39㎏。3サイズ：72/45/74。
撫子学園1年生。美術部員。実力は確かで亮も一目置いている。無口で集中力が非常に高く、いつも最後まで部室に残っている。亮と同様に学園の大先輩でもある麻生大輔を目標にしており、大輔の話題になると饒舌になる。
胸がないことと料理が出来ないこと、お子様のような味覚がコンプレックス（偏食家でもある）。亮に好意を寄せているが、表情からはなかなか読み取ることが出来ない。喫茶店でアルバイトをしており、将来の夢は外国を旅行しながら絵を見て回ること。
東雲 杏子（しののめ あんず）
声 - 新堂真弓
身長：156cm。体重：49㎏。3サイズ：84/55/82。
撫子学園2年生で美術部の部長を務めている。。悪ノリが大好きであり、亮を含めた周囲を巻き込んだ騒動を起こすことが多いことから、「美術部の暴走機関車」や「サイクロン・オブ・撫子」という通り名で知られている。反面、部員一人一人の行動をよく見ており、細やかな気配りも出来る。本人は美大がデザイン系の大学への進学を希望している。
此ノ花 円（このはな まどか）
声 - 春日アン
身長：158cm。体重：45㎏。3サイズ：86/56/84。
撫子学園の姉妹校・繚乱学園の1年生。芸術祭で演劇部の公演をするため留学生として撫子に招かれた。初対面の亮に告白じみた発言をし、亮を戸惑わせる。圧倒的な美貌と演技力で繚乱学園の演劇部では飛び抜けた存在になっている。普段もその演技力を駆使して他人を煙に巻くような言動が多い。女性らしい容貌の持ち主だが、一人称は「ボク」。
立花 珪（たちばな けい）
声 - とまとあいこ
身長：168cm。体重：58㎏。3サイズ：86/54/84。
撫子学園2年生で、生徒会の副会長を務めている。杏子の幼馴染にして親友。杏子からは「けーさん」と呼ばれることが多いが、本人はそう呼ばれることを嫌がっており「けーさんと呼ぶな」と怒っている。生徒としては杏子の暴走を止めることが出来る唯一の人物。そのため、生徒会では美術部に関する案件は彼女に一任されているという。規則に厳格な反面、面倒見のいい性格から周囲の人望はあつい。日々杏子に振り回されつつも、杏子のことを大切に思っている。お菓子作りが趣味で、料理も得意。
鷺ノ宮 紬（さぎのみや つむぎ）
声 - ヒマリ
身長：158cm。体重：46㎏。3サイズ：92/56/87。
撫子学園3年生。『Canvas 〜セピア色のモチーフ〜』のサブヒロインであり『Canvas2 〜茜色のパレット〜』から今作に至るまで理事長を勤めている鷺ノ宮藍の姪にあたる（藍の長兄の娘）。現役学生にして繚乱学園の理事長でもある。ヴィオリストとして著名なこともあり学園ではアイドル的な存在。
常に穏やかな物腰だが、時々この一族の人間らしい大胆な行動を取ることもある。第2美術準備室（Canvas2では美術室として使用されていた）で一人でお茶会をしていることが多い。
芸術祭では音楽部門に撫子学園の代表として出場している。
穂高 蘭（ほだか らん）
声 - ひなき藍
身長：162cm。体重：54㎏。3サイズ：81/58/80。
撫子学園1年生で、亮たちの同級生。演劇部に所属している。円とは幼馴染でかつては北海道在住だったが、家庭の事情で転居した。演劇部で鍛えた屈強な肉体と胸がないことがコンプレックス。亮や智継からは女子プロレスラー扱いされることがあり、その際は智継に蹴りを入れることも（亮には好意を抱いているため、蹴るふりのみ）。円の女性らしさに憧れており、円と同様に一人称は「ボク」（円との友情の証として使い続けているとのこと）。
仁瀬 みつば（ひとせ みつば）
声 - 金松由花
身長：143cm。体重：35㎏。3サイズ：69/45/72。
さつきの妹で、撫子学園の付属校1年生である。姉の弁当を届けるなどの用事で美術部室に出入りしており、部員逹とも顔馴染みになる。さつき以上にコミュニケーションが苦手であり、身振りで意志を表すことが多い。姉と同じく喫茶店でアルバイトをしているが、姉とは異なり料理が得意。コーヒーについての知識も豊富であり、日々新作メニューの開発にいそしんでいる。

### サブキャラクター
椎名 智継（しいな ともつぐ）
声 - 原田友貴
撫子学園1年生。亮の親友（悪友）。美術部の仲間でもあるが、美術部の活動にはあまり力を入れていない。スケベかつお調子者で、あれこれと首を突っ込むのが大好き。一方で亮にとって触れて欲しくない部分には踏み込んで来ないなど、空気を読めるところもある。短期留学してきた円に惚れているが、報われるような場面は皆無。年齢の離れている姉から溺愛されているというのが悩みの種。
竹内 麻巳（たけうち まみ）
声 - 香澄りょう
『Canvas2 〜虹色のスケッチ〜』、『Canvas2 DVD EDITION』のヒロイン。現在は撫子学園の美術教師で美術部顧問でもある。熱心かつ温かく部員逹を指導している。実家が経営している喫茶店はさつきとみつばのアルバイト先であり、自身も学生時代には店を手伝っていたことがある。
鳳仙 エリス（ほうせん えりす）
声 - 中家菜穂
『Canvas2 〜茜色のパレット〜』、『Canvas2 〜虹色のスケッチ〜』、『Canvas2 DVD EDITION』のメインヒロイン。紬のルートでのみ登場。パリ在住だが、日本で開かれる個展のために帰国した。一段と美しく成長した姿を見ることが出来る（立ち絵・CGあり）が、料理の腕は相変わらずの模様。
鷺ノ宮 藍（さぎのみや あい）
声 - ダイナマイト☆亜美
『Canvas 〜セピア色のモチーフ〜』のサブヒロイン。撫子学園の理事長で紬の叔母でもある（紬からは「藍姉さま」と呼ばれている）。紬のルートでは顔を出す場面が多く、ヴィオラの指導にあたっている姿がよく見られる。
青桐 晴乃（あおぎり はるの）
声 - 美澄すい
ことのの母親。夫とともに花屋を営んでいる。撫子学園入学を機に亮を自宅に居候させた。亮の母・ゆう子とは学生時代からの友人であり、亮のことを実の子同様にかわいがっている。娘とは異なり、家事は一流。
小松原 ゆう子（こまつばら ゆうこ）
声 - 桃也みなみ
亮の母親。心の病を患っており、遠方の病院で治療中。

## 主題歌
オープニングテーマ「君だけのキャンバス」
作詞：結月そら、作曲・編曲：ARA、歌：結月そら
エンディングテーマ「夢の、その先」
作詞：結月そら、作曲・編曲：ARA、歌：結月そら

## スタッフ
- プロデューサー：藤井純生
- ディレクター：弥七
- 原画家：観音王子、天草帳、御奈瀬、ひづき夜宵、笹井さじ
- SD原画：成瀬つきの
- グラフィック：FC-G株式会社
- シナリオ：定池真実、流浪舞人、佐山操、みささぎらん、森野一角、いずみ
- 音楽制作：ARA